# 安德鲁·狄索萨
安德鲁·狄索萨（英語：Andrew D'Souza，1994年7月1日—），加拿大男子羽毛球運動員。

## 簡歷
2013年11月，安德鲁·狄索萨出戰美國羽毛球國際賽，與Sergiy Shatenko合作贏得男子雙打亞軍。

## 主要比賽成績
只列出曾進入準決賽的國際賽事成績：
| 年份   | 賽事                   | 公開賽級別 | 項目     | 拍檔            | 成績   |
| ------ | ---------------------- | ---------- | -------- | --------------- | ------ |
| 2012年 | 泛美洲青年羽毛球錦標賽 | 其他       | 混合團體 | －              | 亞軍   |
| 2012年 | 泛美洲青年羽毛球錦標賽 | 其他       | 男子單打 | －              | 冠軍   |
| 2012年 | 泛美洲青年羽毛球錦標賽 | 其他       | 混合雙打 | Vivian Kwok     | 季軍   |
| 2013年 | 加拿大羽毛球國際挑戰賽 | 國際挑戰賽 | 男子雙打 | Sergiy Shatenko | 準決賽 |
| 2013年 | 泛美洲羽毛球錦標賽     | 其他       | 混合團體 | －              | 冠軍   |
| 2013年 | 美國羽毛球國際賽       | 國際挑戰賽 | 男子雙打 | Sergiy Shatenko | 亞軍   |
| 2014年 | 泛美洲羽毛球錦標賽     | 其他       | 混合團體 | －              | 冠軍   |
| 2014年 | 美國羽毛球國際賽       | 國際挑戰賽 | 男子雙打 | Sergiy Shatenko | 準決賽 |
| 2015年 | 泛美運動會羽毛球比賽   | 其他       | 男子單打 | －              | 銀牌   |

| 2007-2017年 | 首要超級賽 | 超級賽 | 黃金大獎賽 | 大獎賽 | 國際挑戰賽 | 國際系列賽 | 未來系列賽 | 其他 |

| 2018-2026年 | 總決賽 | 超級1000賽 | 超級750賽 | 超級500賽 | 超級300賽 | 超級100賽 | 國際挑戰賽 | 國際系列賽 | 未來系列賽 | 其他 |